# Conacul Zichy din Voivodeni

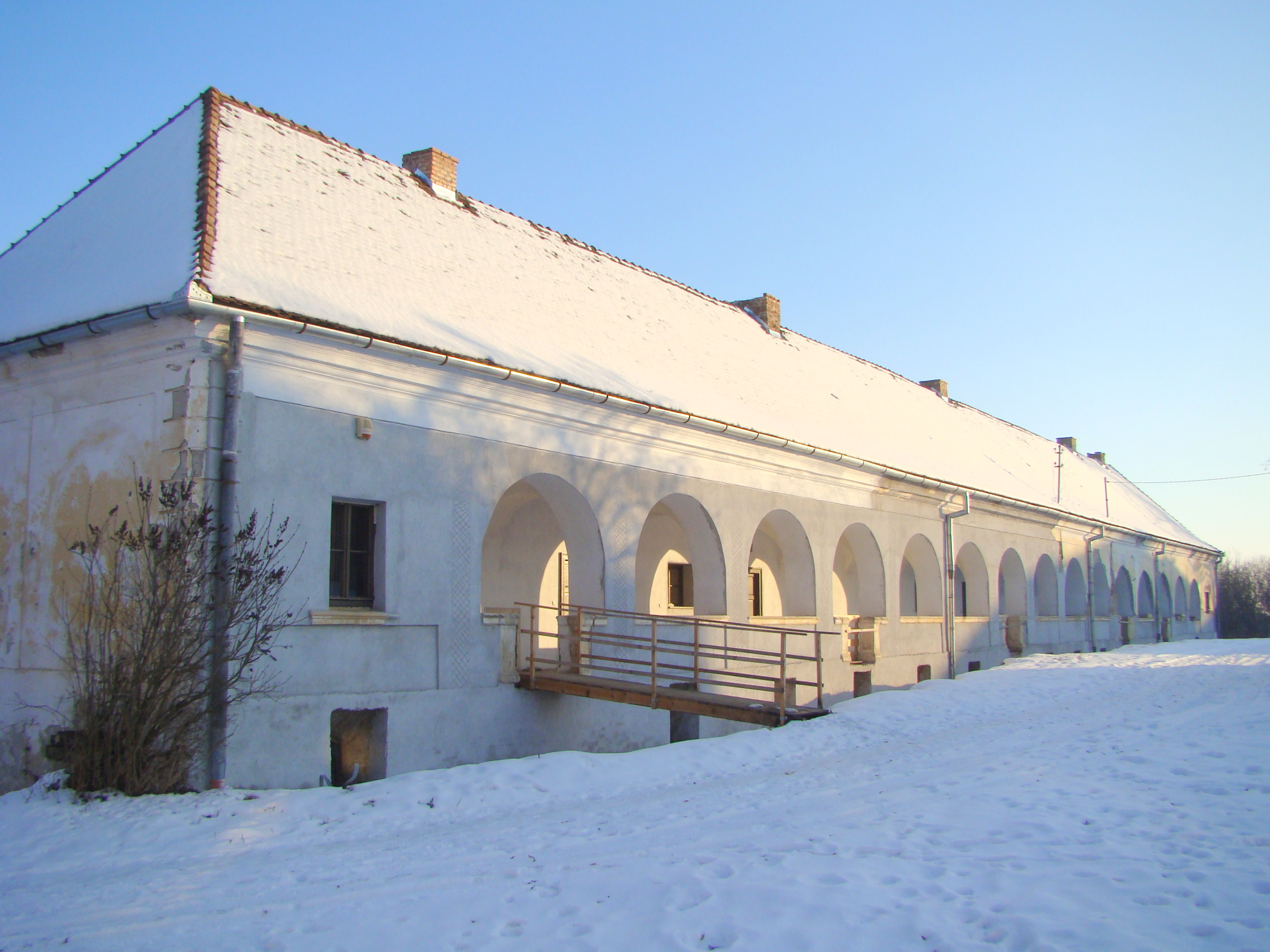
Aripa mai lungă, amplasată pe o terasă abruptă a pârâului Luţ

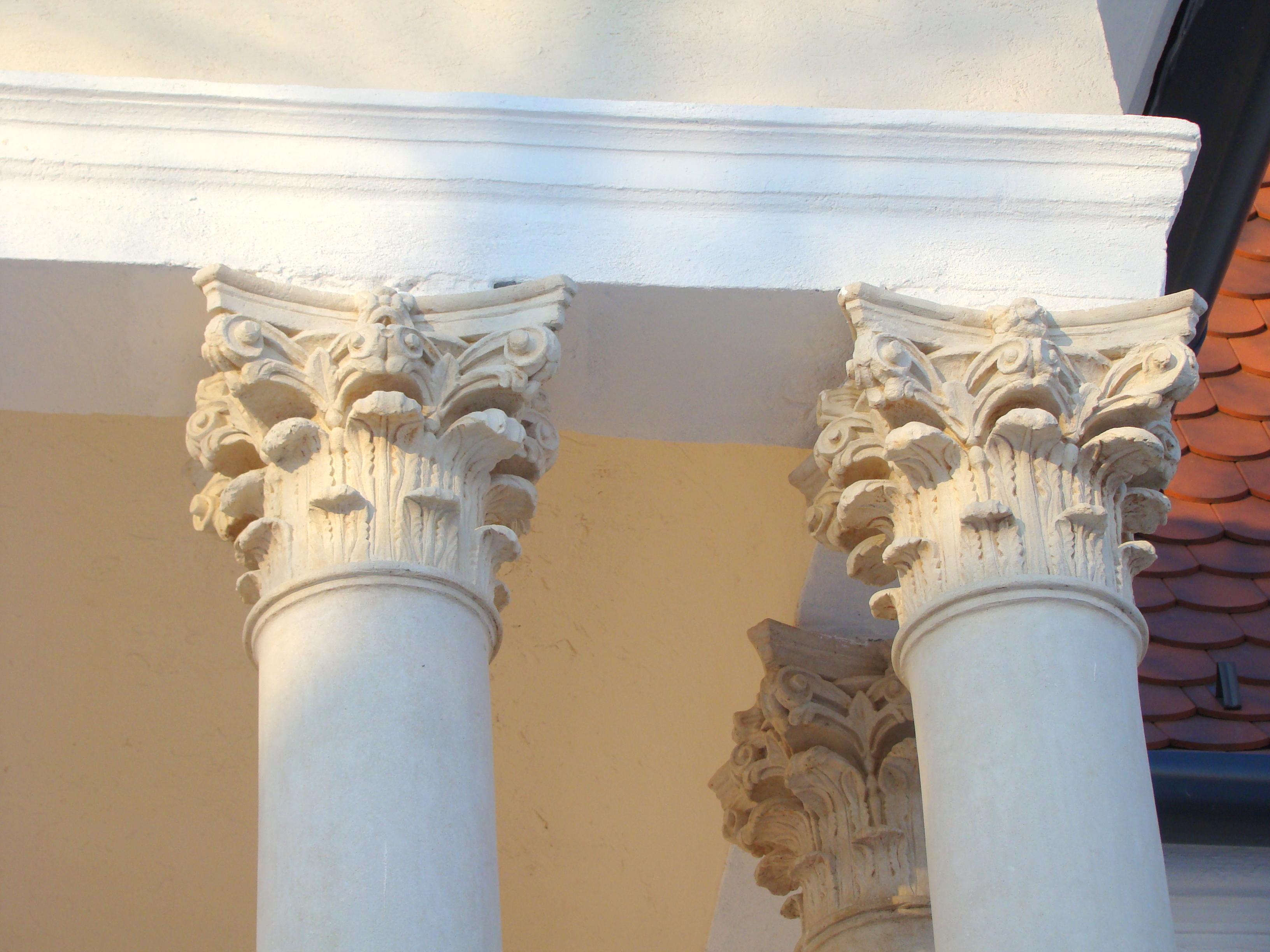
Capitelurile corintice ale coloanelor din piatră sculptată care susțin porticul

Conacul Zichy din Voivodeni este un ansamblu de monumente istorice aflat pe teritoriul satului Voivodeni, comuna Voivodeni.

## Istoric și trăsături
Ansamblul conacului din Voivodeni este compus din două clădiri separate, cu caracter diferit: o aripă cu axa longitudinală nord-sud, cu un cerdac cu arcade semicirculare pe fațada dinspre curte și o clădire cu planimetrie dreptunghiulară, având un portic clasicizant cu coloane.
Corpul cu arcade semicirculare pare a fi clădirea mai veche a ansamblului, datând din secolul al XVIII-lea. Pe harta topografică militară austriacă din 1769–1773 apare deja o clădire lungă pe locul conacului, care este identică, probabil, cu corpul existent și astăzi.
Clădirea principală a conacului este, pe baza caracteristicilor de stil, una mai nouă, reconstruită la începutul secolului al XIX-lea. Acest corp central, acoperit cu o șarpantă în două ape, dispune pe fațada de sud de 7 axe, în cea din mijloc fiind situată intrarea principală a clădirii, accentuată de porticul de factură clasicizantă.

## Galerie de imagini

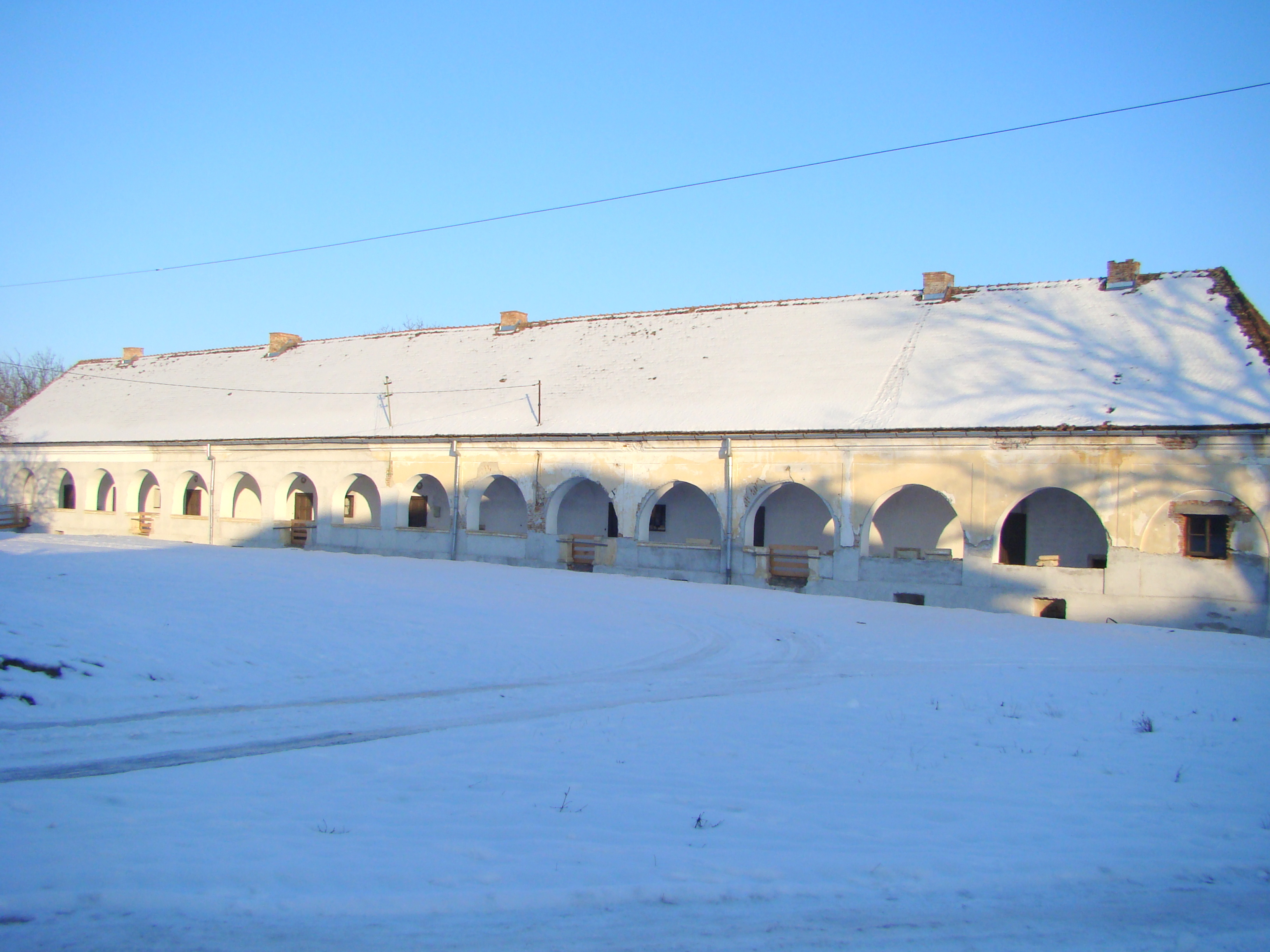
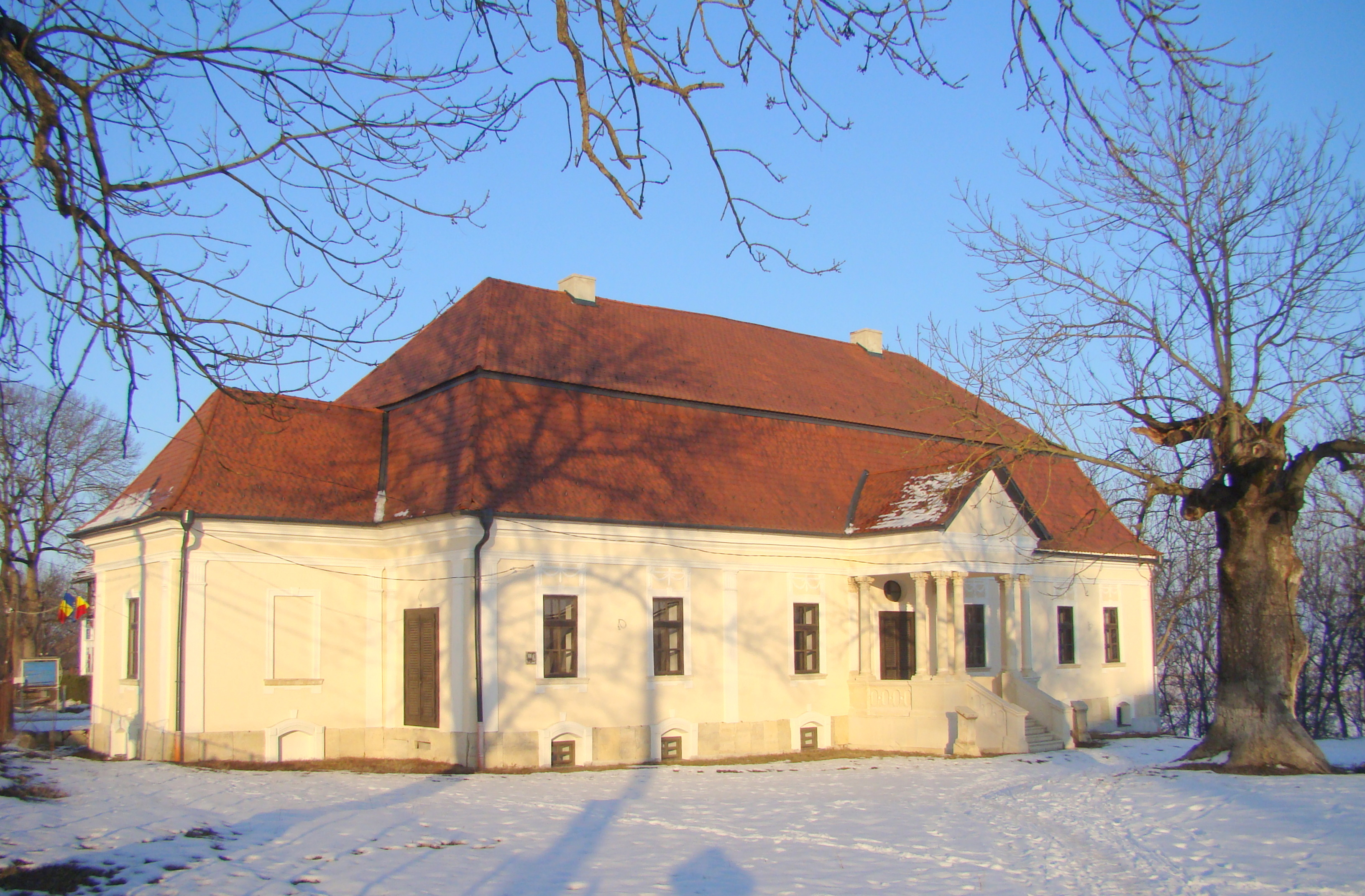
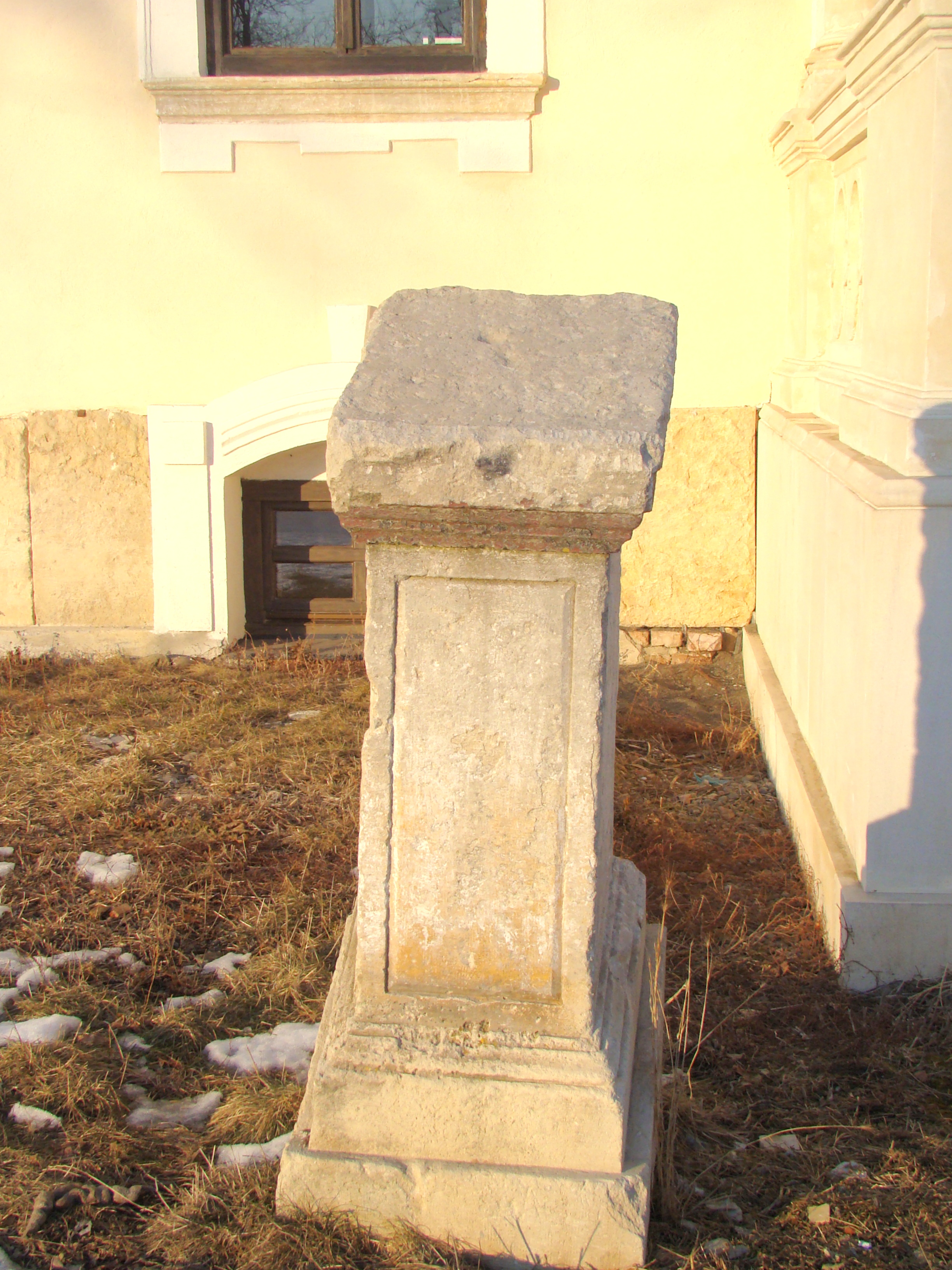
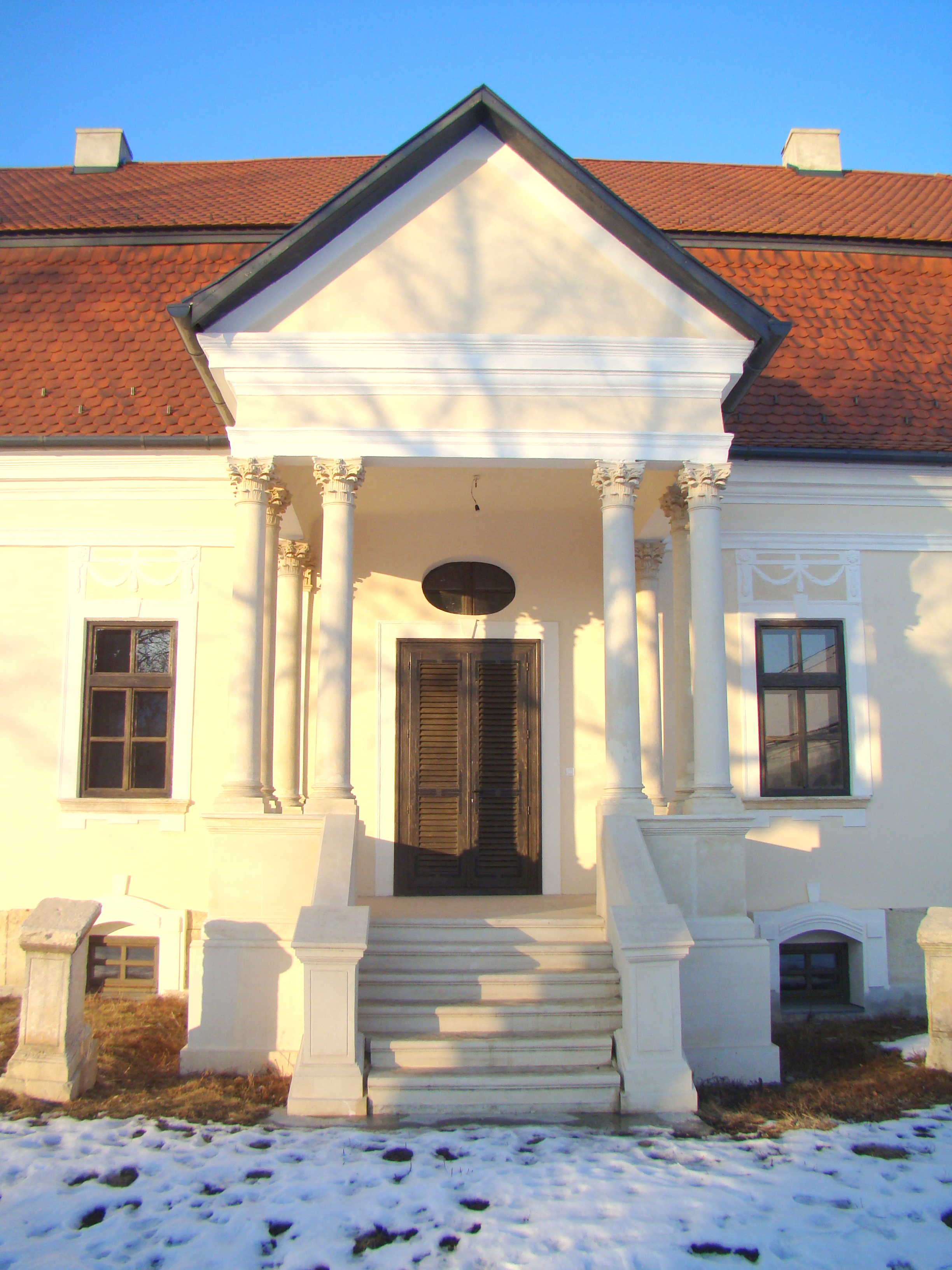
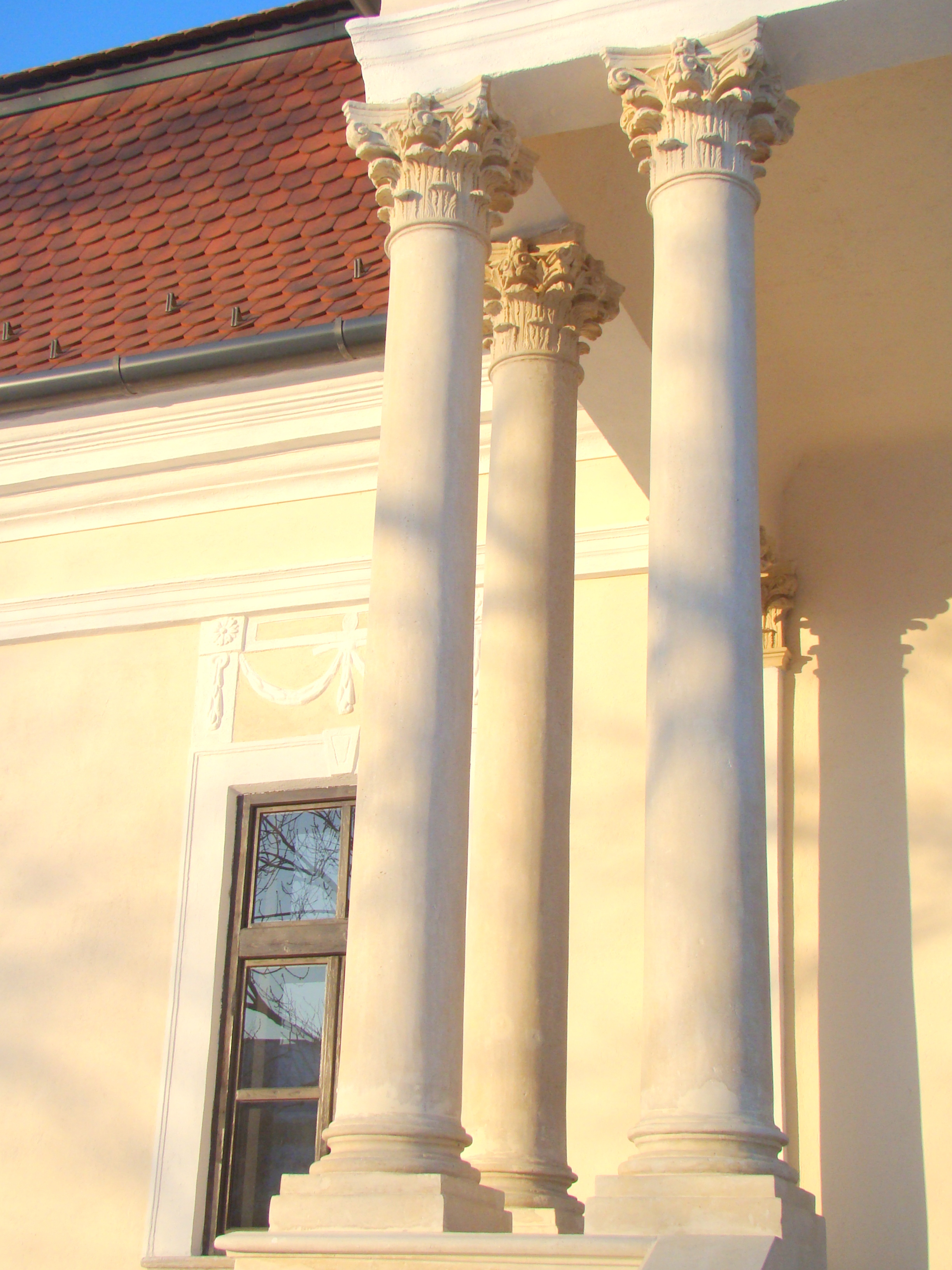